# Courtney Lawes
Courtney Lawes (* 23. Februar 1989 in Hackney, London) ist ein englischer Rugby-Union-Spieler. Er spielt als Zweite-Reihe-Stürmer oder Flügelstürmer  für die englische Nationalmannschaft, die British and Irish Lions und die Northampton Saints.

## Kindheit und Ausbildung
Lawes wurde in Hackney geboren, wuchs aber in Northampton unweit des Rugbystadions Franklin’s Gardens auf. Er besuchte das Moulton College und spielte für den Northampton Old Scouts RFC. Er nahm 2009 mit England an der Juniorenweltmeisterschaft teil. 

## Karriere

### Verein
Lawes gab sein Debüt in der Saison 2007/08 für die Saints, für die er bis heute aktiv ist. In seiner ersten Saison gelang der Aufstieg in die English Premiership. Mit den Saints gewann er den European Challenge Cup 2009 und 2014, die englische Meisterschaft 2014, den Anglo-Welsh Cup 2010 und zog 2011 in das Finale des Heineken Cups ein.

### Nationalmannschaft
Courtney Lawes gab sein Debüt für England im November 2009 gegen Australien. 2011 wurde er für die Weltmeisterschaft nominiert und kam in drei Spielen zum Einsatz. Auch 2015 gehörte er zum englischen WM-Kader. Bei den Six Nations 2016 konnte er mit England den Grand Slam gewinnen. 2017 gehörte er zum Aufgebot der British and Irish Lions und kam in der Testserie gegen Neuseeland zu zwei Einsätzen. 2019 wurde er für seine dritte WM nominiert.